# Наход (Новгородская область)
Наход — деревня в Холмском районе Новгородской области в составе Тогодского сельского поселения.

## География
Находится в южной части Новгородской области на расстоянии приблизительно 12 км на запад по прямой от районного центра города Холм на правом берегу речки Большой Тудер.

## История
Деревня уже была обозначена на карте 1838 года. В 1877 году здесь (тогда поселок Холмского уезда Псковской губернии) было учтено 3 двора.

## Достопримечательности
Виды деревни даны в фотоальбоме местной уроженки.

## Население
Численность населения: 18 человек (1877 год), 167 (русские 72 %) в 2002 году, 143 в 2010.